# Štokovci
Štokovci is een plaats in de gemeente Svetvinčenat in de Kroatische provincie Istrië. De plaats telt 153 inwoners (2001).